# Stirexephanes pictus
Stirexephanes pictus är en stekelart som först beskrevs av Heinrich 1934.  Stirexephanes pictus ingår i släktet Stirexephanes och familjen brokparasitsteklar. Inga underarter finns listade i Catalogue of Life.